# Knarre (Werkzeug)

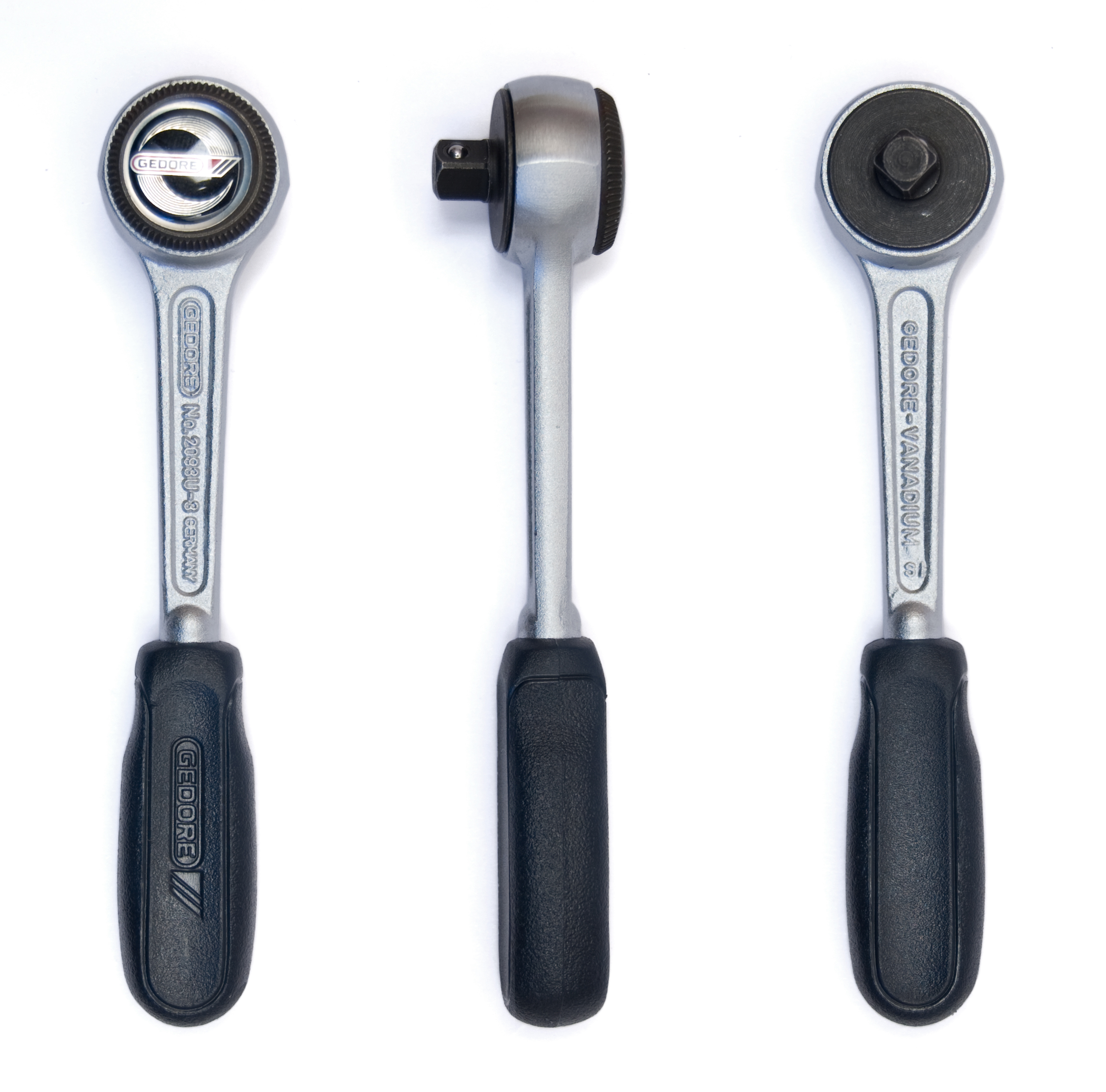
1/4"-Ratsche von verschiedenen Seiten. In der Mitte ist oben links der Vierkant zu sehen, auf den vor der Benutzung ein passender Steckschlüssel-Einsatz für die zu drehende Schraube oder Mutter aufgesteckt wird.

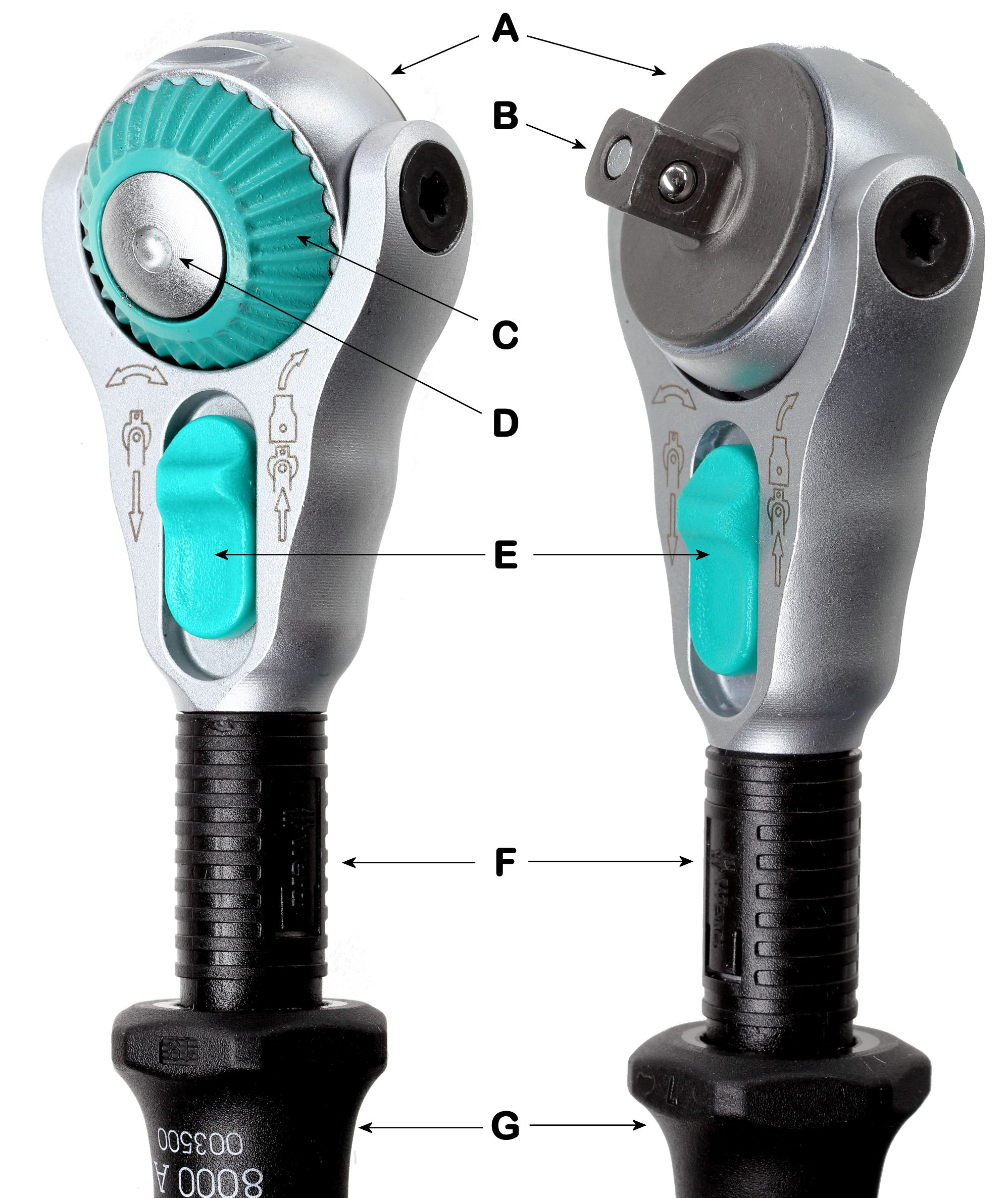
Eine Knarre mit schwenkbarem Kopf
A: Kopf
B: 1/4"-Antrieb
C: Einstellring für die Drehrichtung (links/rechts)
D: Drücker, um die Nuss freizugeben
E: Winkel des Kopfes zum Stiel einstellen (0°, 15°, 90°)
F: Griffhülse (drehbar)
G: Griff

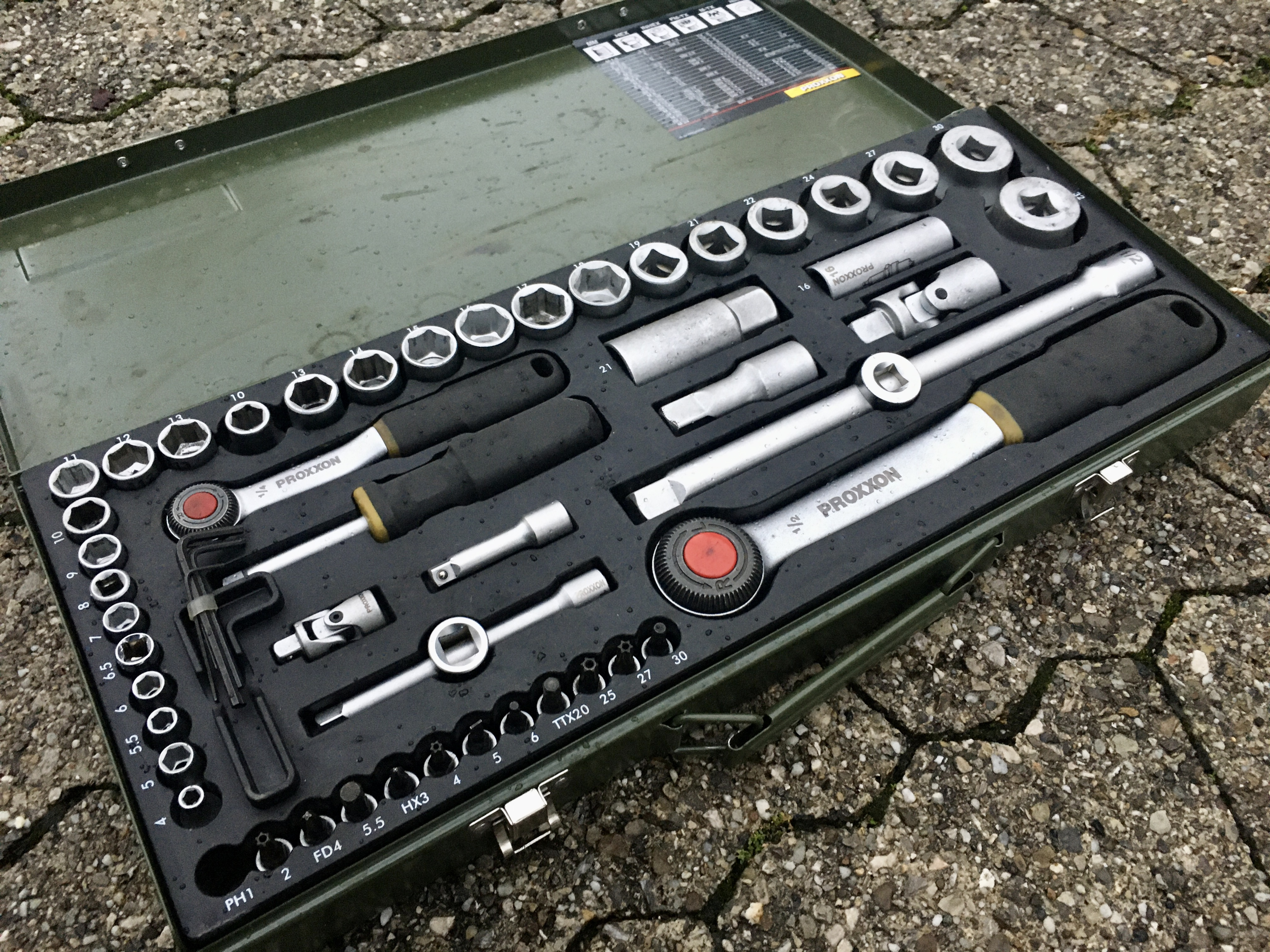
Professioneller Steckschlüsselsatz mit zwei unterschiedlich großen Knarren (″ und ″) im Metallkoffer, umgangssprachlich auch Ratschenkasten genannt.

Knarre oder auch Ratsche sind Bezeichnungen für ein Schraubwerkzeug, das im Gegensatz zu einem gewöhnlichen Schraubenschlüssel nicht immer wieder neu angesetzt werden muss, wenn zu wenig Raum zur Verfügung steht, um eine vollständige Umdrehung mit dem aufgesetzten Schlüssel ausführen zu können. Um eine Schraubverbindung schrittweise festzuziehen oder zu lösen, wird die Ratsche stattdessen wiederholt um einen bestimmten Winkel hin- und herbewegt. Dabei überträgt die Ratsche die Handkraft in der einen Drehrichtung direkt auf die Mutter oder Schraube. In der Gegendrehrichtung wird dagegen keine Kraft übertragen, sondern die Ratsche dreht leer, wobei gleichzeitig ein mechanisches, knarrendes bzw. schnarrendes Geräusch erzeugt wird. Damit das Werkzeug sowohl für Auf- und Zuschrauben geeignet ist, kann diese Funktion mit einem kleinen Hebel oder Drehring am Ratschenkopf umgeschaltet werden, so dass die jeweiligen Drehrichtungen für (knarrenden) Leerlauf und (stumme) Kraftübertragung miteinander vertauscht werden.
Ratschen sind üblicherweise – bis auf für feste Schlüsselweiten vorgesehene Ringschlüssel mit Ratschenfunktion – als Steckschlüssel ausgeführt. Dabei wird ein Steckschlüsselaufsatz (umgangssprachlich Nuss) für die betreffende Schraubengröße auf einen Vierkantbolzen an der Ratsche aufgesteckt. So kann dieselbe Ratsche mit unterschiedlichen Steckschlüsseleinsätzen für eine große Bandbreite an unterschiedlichen Schrauben- bzw. Mutterntypen bzw. -größen verwendet werden, etwa für Sechskant-, Torx-, Innensechskant- (Inbus), Schlitz- oder Kreuzschlitz-Typen. Seltener sind kleine Bit-Einsteckratschen, bei denen statt dem Vierkant (oder zusätzlich, auf der Rückseite) ein sechskantiger Bithalter eingearbeitet ist.

## Funktionsprinzip
Knarren haben die Form eines Handhebels, dessen Ende als Griff dient, der oft mit Gummi oder Kunststoff belegt ist.
Am anderen Ende befindet sich der Ratschenmechanismus mit einem Verbindungselement zum eigentlichen Werkzeugeinsatz oder -aufsatz.
Das Verbindungselement hat in der Regel einen angesetzten Vierkant, der zum Aufstecken des Werkzeugaufsatzes dient. Meist wird ein Steckschlüsselaufsatz verwendet, der umgangssprachlich „Nuss“ genannt wird und der letztlich die formschlüssige Verbindung zur Schraube oder Muttern herstellt.
Das Verbindungselement von Durchsteckratschen hat eine quadratische Aussparung, in die zur Verwendung mit gewöhnlichen Nüssen ein Vierkant gesteckt werden kann. Alternativ können spezielle Werkzeugeinsätze wie etwa Stufenschlüssel eingesteckt werden, die zum Verschrauben von Fittings in der Sanitärtechnik dienen.
Je nach Feinheit der Zahnung, auf der die Sperrklinke läuft, ist ein Arbeitswinkel von 10 bis 15 Grad erforderlich, um das Weiterdrehen des Antriebs um eine Rastung zu erreichen. Bei Feinzahnratschen genügt bereits ein Drehwinkel von rund 5 Grad, womit auch unter beengten Bedingungen gearbeitet werden kann. Freilaufknarren kommen ganz ohne Rastung aus.
Die Umkehr der Drehrichtung wird auf verschiedene Weise erreicht:
- Eine Kombination zweier, federbelasteter Sperrklinken, die in entgegengesetzte Richtung weisen. Es ist jeweils nur eine Sperrklinke im Einsatz, während die andere nicht am Zahnring anliegt. Durch das Umlegen eines Hebels oder Drehen eines Rads wird von der einen zur anderen Sperrklinke gewechselt.
- Anstelle der Klinken wird auch eine federbelastete gerasterte Wippe verwendet, die entweder an der einen oder anderen Seite am Zahnring anliegt.
- Durchsteckratschen mit durchgängigem Vierkantloch kommen mit einer einzigen (Sperr-)Klinke aus. Die Drehrichtung wird durch das Umstecken des Werkzeugeinsatzes oder Vierkantstummels auf die andere Seite der Ratsche gewechselt.

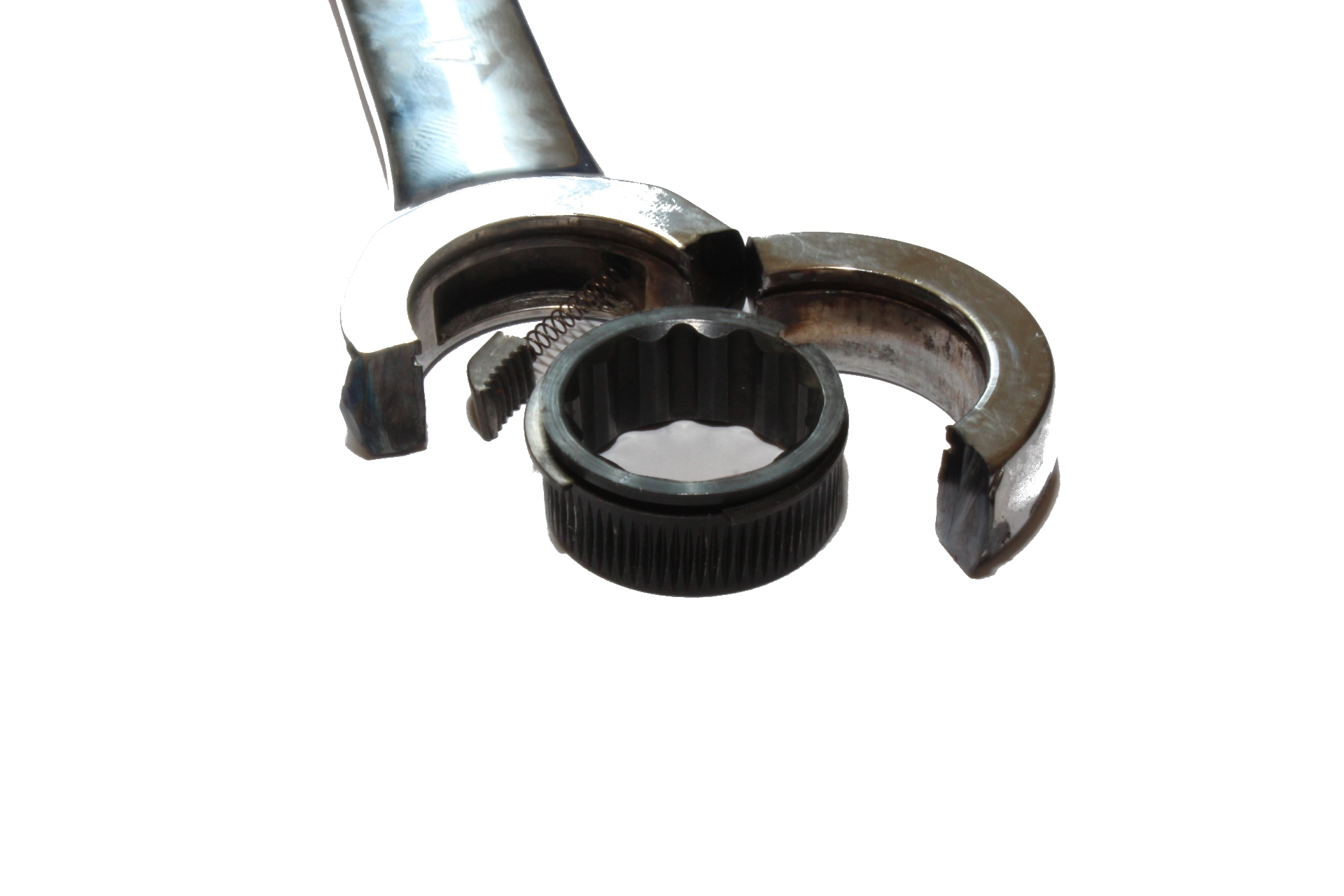
Ringschlüssel mit Ratsche – zur Darstellung des inneren Aufbaus aufgeschnitten. Der federbelastete Klemmkeil erlaubt die Drehung des Einsatzes in nur eine Richtung. Zum Richtungswechsel muss der Schlüssel gewendet werden.

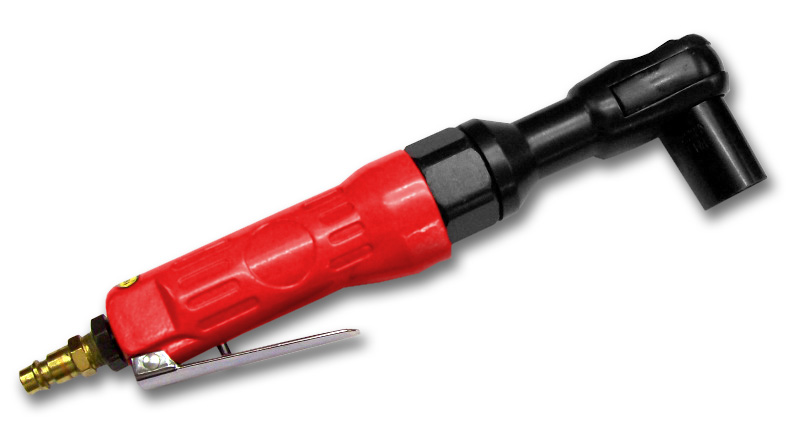
Schraubwerkzeug mit Druckluftantrieb, das anstelle einer Ratsche eingesetzt werden kann.

## Größen
Als Größenbezeichnung der Knarre und der damit verwendbaren Einsätze wird die Seitenlänge des Antriebsvierkants in Zoll angegeben. Die gängigsten Größen sind ¼″ für feinere Arbeiten und ½″ für die meisten Arbeiten z. B. an PKWs. Dazwischen liegt die Größe ⅜″. Für schwere Montagearbeiten z. B. im gewerblichen Bereich mit entsprechend hohen Anzugsdrehmomenten werden die Größen ¾″ und 1″ verwendet.
Diese Größenangabe im angloamerikanischen Maßsystem bezieht sich lediglich auf den Antriebsvierkant und beinhaltet keine Aussage über die Schlüsselweite des aufgesteckten Einsatzes, der in Europa typischerweise dem metrischen System entspricht. Eine Sechskantnuss der Schlüsselweite (SW) 17 wird üblicherweise mit einer ½″-Knarre verwendet, ist aber auch mit Vierkantaufnahme in den Größen ¼″ und ⅜″ erhältlich.
Auch die Länge des Hebelarms unterscheidet sich von Ratsche zu Ratsche. Ein Drehmomentschlüssel mit Ratschenfunktion hat z. B. in der Größe ½″ typischerweise einen deutlich längeren Hebelarm als eine ½″-Standard-Ratsche.

## Anwendungen und Beispiele
Knarren haben in der Fahrzeugtechnik ebenso wie im Maschinen- und Werkzeugbau und der Montagetechnik eine große Bedeutung.
Neben der manuell handzuhabenden Knarre werden alternativ ähnlich aussehende Schraubwerkzeuge mit Druckluft- und seltener auch mit hydraulischem Antrieb eingesetzt.
Elektrische Schrauber ähneln äußerlich meist eher gewöhnlichen Bohrmaschinen, haben aber eine größere Untersetzung, um ein etwas höheres Drehmoment zu erzielen. Es gibt vor allem im Akkugerätebereich auch Maschinen für höhere Drehmomente in der Grundform einer Ratsche. 
Festsitzende Schrauben können oft mit dem Schlagschrauber gelöst werden.